# Château Nieuwenhuizen
 (avril 2020).
Le château Nieuwenhuizen est un château situé dans le village belge de Hofstade, section de la commune de Zemst.

## Histoire
Le château sur l'Ambroossteenweg à l'est du centre du village est toujours connu sous le nom du propriétaire primitif, Willem van den Nieuwenhuysen, fils de Constantin Joseph van den Nieuwenhuysen (1749-1823), qui a construit le château d'Ambroos à proximité dans les années 1770. 
Les premières références à ce château remontent au XVIIe siècle sous le nom de "Hof van Simenariën". Le château a appartenu au séminaire des archevêques de Malines jusqu'en 1823.
Vers 1830, Willem van den Nieuwenhuysen possédait le bâtiment, le jardin d'agrément environnant avec un "étang de vermaek" de forme particulière, ensemble 1 hectare 18 ares, une ferme adjacente avec environ 30 ares de potager et, plus ou moins, plus de 30 hectares de terrain.
Le bâtiment du château lui-même, probablement avec un noyau du XVIIe siècle ou XVIIIe siècle, a été rénové plusieurs fois ; une dernière rénovation majeure a été effectuée en 1930 sur ordre du propriétaire d'alors.

## Le château
Le château est sur une hauteur de 7 m de haut, sur une base de 20 m de large dans la partie sud du jardin d'agrément. L'étang serpentin sur un lobe rond à l'ouest du château pourrait donc être une relique d'un fossé annulaire. Cependant, les cartes les plus anciennes du XVIIIe siècle ne montrent pas de papillon de nuit - ou plus généralement - une structure ronde et la colline n'est probablement pas beaucoup plus ancienne que 1800. La colline et l'étang serpentin sont des ingrédients typiques d'un premier jardin à l'anglaise.